# مبارك الحسن
مبارك الحسن (بالإنجليزية: Mubarak Alhassan)‏ هو لاعب كرة قدم غاني، ولد في 6 يوليو 2002.